# Звягинцева, Марина Леонидовна
Звягинцева Марина Леонидовна (род. 2 июля 1964, Москва, СССР) — российский современный художник, живописец, куратор. Окончила художественно-графический факультет МГЗПИ. С 1992 г. — член Творческого союза художников России. С 2001 г. — член Московского Союза Художников. Дважды номинант премии Кандинского (2008 и 2009 в номинации «Медиа-арт. Проект года» гг.). В 2011 году вошла в лонг-лист премии Курёхина в номинации «Лучший кураторский проект», в 2012 — в шорт-лист VII Всероссийского конкурса «Инновация» (в номинации «Кураторский проект»). Номинант премии АРХИWOOD (2012 г.) в номинации «Арт-объект». В настоящее время стала одним из лидеров паблик-арта в России.
С апреля 2021 года Марина является амбассадором Института бизнеса и дизайна (B&D) направления «Архитектурная среда и дизайн».
Марина Звягинцева — один из основоположников паблик-арта в России и самый масштабный site specific художник страны. Визитная карточка Марины — перформативная техника биотипия, которую художница использует в медиа-арте, 3D-объектах и арт-инсталляциях больших и малых форм. С весны 2020 года Марина создает цикл работ, посвященный запертым чувствам и социальным вопросам взаимоотношений между людьми. Эта тема и стала основной для нового периода творчества.
Специалисты отмечают её работы, исполненные в графике монотипии.
На протяжении последнего десятилетия Марина Звягинцева как идеолог и куратор программы паблик-арт проектов «Спальный район» развивает идею вторжения современного искусства в культурный вакуум городских окраин. Вместе с В. Пацюковым она активно продвигает «концепцию паблик-арта — демонстрации произведений современного искусства в общественной, немузейной среде». Масштабные арт-объекты Марины установлены во дворах «Высшей школы экономики» в Хитровском переулке, в ЦТИ «Фабрика», в Морозовской детской больнице, Политехническом музее, Центре дизайна ARTPLAY, ИЦ «Сколково», а также на фасадах публичной библиотеки в Норильске, на фасаде ТИАМ в Туле и на фасаде авторской школы Сергея Казарновского «Класс-центр» в Москве, под «Стеклянной корой» парка «Зарядье».

## Выставки
- 2021 — персональная выставка «Запертые чувства» Архивная копия от 28 апреля 2021 на Wayback Machine, ЦТИ «Фабрика», г. Москва[5]
- 2020 — художник паблик-арт проекта «Классная игра» Архивная копия от 28 апреля 2021 на Wayback Machine, Школа № 686, Класс-центр, г. Москва
- 2020 — художник паблик-арт проекта «Притяжение» Архивная копия от 28 апреля 2021 на Wayback Machine, парк Царицыно, г. Москва
- 2019 — художник выставки «Нейрокод: восприятие искусства» Архивная копия от 28 апреля 2021 на Wayback Machine, куратор Лиза Савина, InArt Gallery, Винзавод, г. Москва
- 2019 — художник паблик-арт проекта «Выход» Архивная копия от 28 апреля 2021 на Wayback Machine, парк Царицыно, г. Москва
- 2019 — художник паблик-арт проекта «Карта памяти» Архивная копия от 28 апреля 2021 на Wayback Machine, ЦТИ «Фабрика», г. Москва
- 2019 — куратор и художник паблик-арт проекта ARTерия Архивная копия от 28 апреля 2021 на Wayback Machine, Морозовская детская больница, г. Москва
- 2018 — художник public-art проекта «кАРТограмма» Архивная копия от 28 апреля 2021 на Wayback Machine во дворе Тульского историко-архитектурного музея
- 2017 — «#Разблокировать». Галерея 21.[6]
- 2017 — COSMOSCOW, Москва.[7]
- 2014 — участник и куратор (совместно с В. В.Пацюковым) паблик-арт проекта «Арт-прививка»  в КДЦ Морозовской больницы
- 2013 — участник и куратор (совместно с В. В.Пацюковым) спецпроекта «МедиаДвор» для V Московской биеннале современного искусства
- 2012 — выставка номинантов конкурса ИННОВАЦИЯ, ГЦСИ
- 2011 — участник и куратор (совместно с Ю. В.Самодуровым) спецпроекта ГЦСИ "Дом художника «Южное Бутово/Спальный район» для IV Московской биеннале современного искусства
- 2011 — участник и куратор (совместно с Ю. В.Самодуровым) паблик-арт-проекта «Спальный район. Открытый урок»
- 2010 — участник и куратор (совместно с А. В. Пановым) паблик-арт-проекта «Спальный район. Остановка Школа»
- 2010 — фестиваль ландшафтных объектов «Архстояние 2010. Лето»
- 2009 — выставка номинантов Премии Кандинского-2009, ЦДХ
- 2009 — участник и куратор (совместно с И. В. Колесниковым и С. Г. Денисовым) спецпроекта ММСИ «Спальный район» для III Московской биеннале современного искусства
- 2009 — выставка инсталляций «Формотворчество».
- 2008 — выставка номинантов Премии Кандинского-2008, ЦДХ
- 2007 — II Московская биеннале современного искусства, проект «Перекресток веры» (арт-центр Винзавод)

## Награды
| Ассоциация                                                                        | Год  | Категория                                                                | Работа                                                  | Результат                       |
| --------------------------------------------------------------------------------- | ---- | ------------------------------------------------------------------------ | ------------------------------------------------------- | ------------------------------- |
| Международная премия «Golden Trezzini»                                            | 2022 | Лучший реализованный проект временной или постоянной музейной экспозиции | Паблик-арт инсталляция «Water линия»                    | Лауреат диплома Special Mention |
| Международная премия «Golden Trezzini»                                            | 2022 | Лучшее произведение искусства в открытом общественном пространстве       | Паблик-арт инсталляция «Классная игра»                  | Лауреат диплома Special Mention |
| Международная премия «Ro Plastic Prize», Италия                                   | 2022 | Городской и общественный дизайн                                          | Паблик-арт инсталляция «Что останется после меня»       | Финалист                        |
| Фестиваль нового дизайна «Среда»                                                  | 2021 | Дизайн и оформление общественных пространств                             | Паблик-арт инсталляция «Классная игра»                  | Шорт-лист                       |
| Фестиваль нового дизайна «Среда»                                                  | 2021 | Дизайн и оформление общественных пространств                             | Паблик-арт инсталляция «Water линия»                    | Победитель                      |
| Топ-30 лучших проектов общественных пространств по версии журнала «Проект Россия» | 2021 | Лучший проект общественного пространства                                 | Паблик-арт инсталляция «Карта памяти»                   | Победитель                      |
| Премия «HEADLINER»                                                                | 2019 | Культура и искусство                                                     | Паблик-арт инсталляция «Карта памяти»                   | Лонг-лист                       |
| Премия Курёхина                                                                   | 2018 | Лучший кураторский проект                                                | Арт-проект «Артерия»                                    | Лонг-лист                       |
| Всероссийская премия «АРХИWOOD»                                                   | 2012 | Арт-объект                                                               | Паблик-арт инсталляция «Выход»                          | Номинант                        |
| VII Всероссийский конкурс «Инновация»                                             | 2012 | Лучший кураторский проект                                                | Арт-проект «Спальный район. Открытый урок»              | Шорт-лист                       |
| Премия Курёхина                                                                   | 2011 | Лучший кураторский проект                                                | Арт-проект "Дом художника «Южное Бутово/Спальный район» | Лонг-лист                       |
| Премия Кандинского                                                                | 2009 | Медиа-арт. Проект года                                                   | Арт-инсталяция «Спальный район»                         | Номинант                        |
| Премия Кандинского                                                                | 2008 | Медиа-арт. Проект года                                                   | Арт-инсталяция «Вторые руки»                            | Номинант                        |